# Langgraf

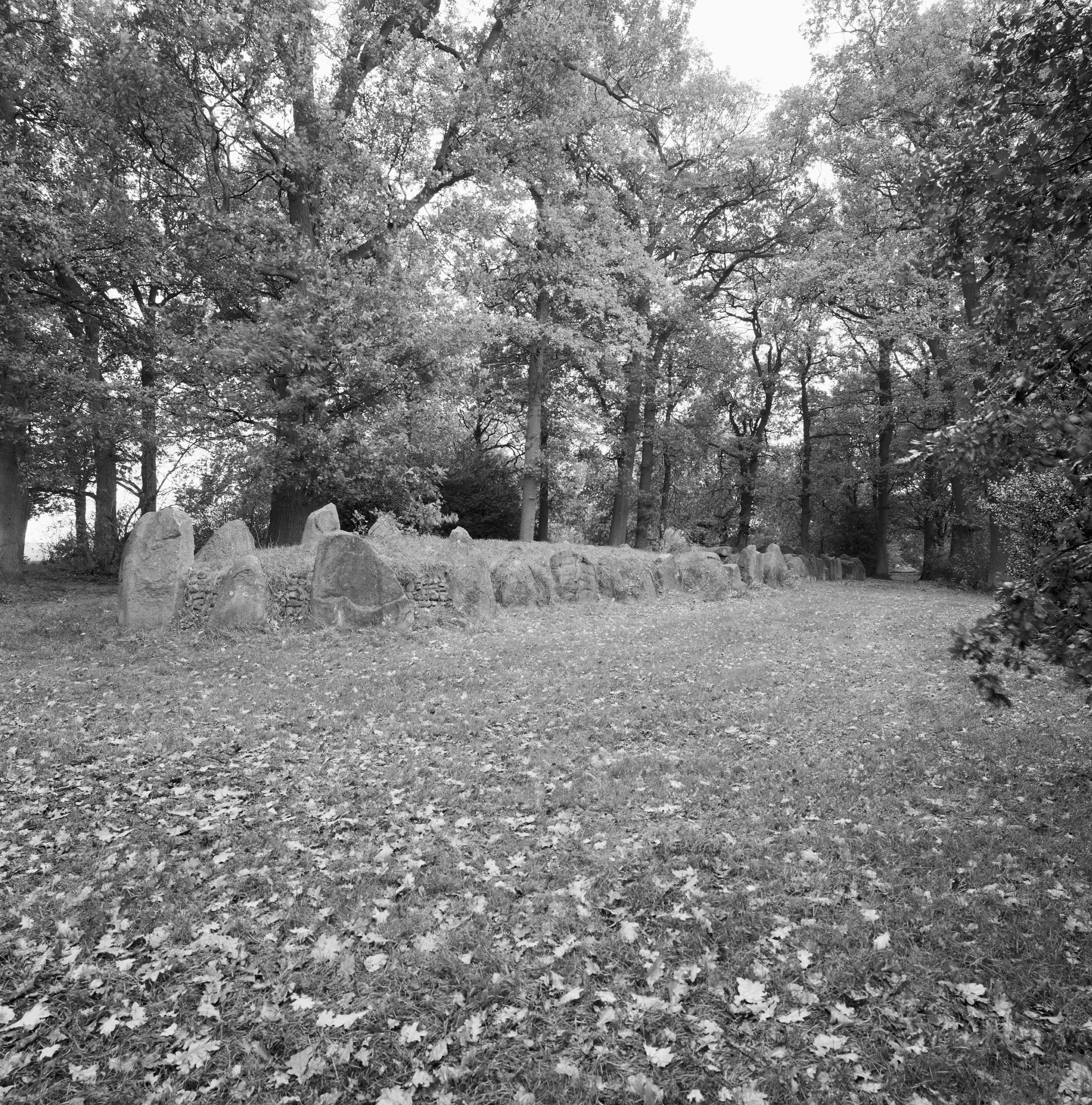
Exterieur overzicht van zogeheten langgraf bestaat uit twee grafkelders met afzondelijke ingang, Rijksdienst voor het Cultureel Erfgoed

Een langgraf is een type hunebed waarvan maar één exemplaar in Nederland bekend is: hunebed D43 bij Emmen. Andere exemplaren zijn in Noord-Duitsland gevonden, o.a. bij Wildeshausen. 
Het langgraf onderscheidt zich van "normale" hunebedden doordat het bouwwerk zelf geen dekstenen heeft. Een langgraf bestaat uit (één of meer) hunebedden ingesloten in een door een heuvel bedekte steenkrans. Het langgraf heeft overeenkomsten met de Urdolmen, de Großdolmen en het Kammerloses Hünenbett uit Duitsland, alleen is bij het laatste type geen megalitische kamer aanwezig. In het Verenigd Koninkrijk komt de Long Barrow voor.
Bij enkele langgraven komen Wächtersteine voor.

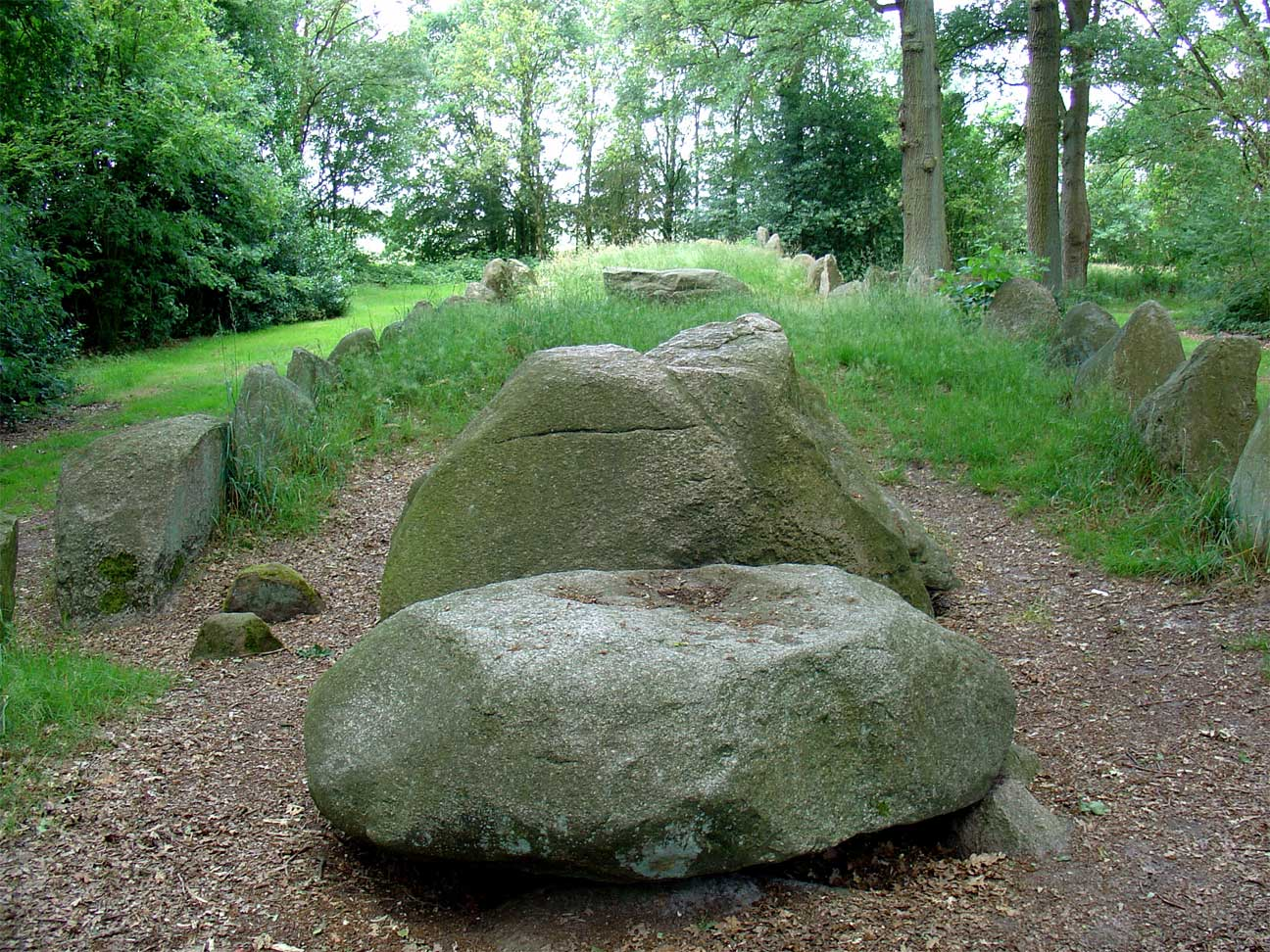
Het langgraf bij Emmen
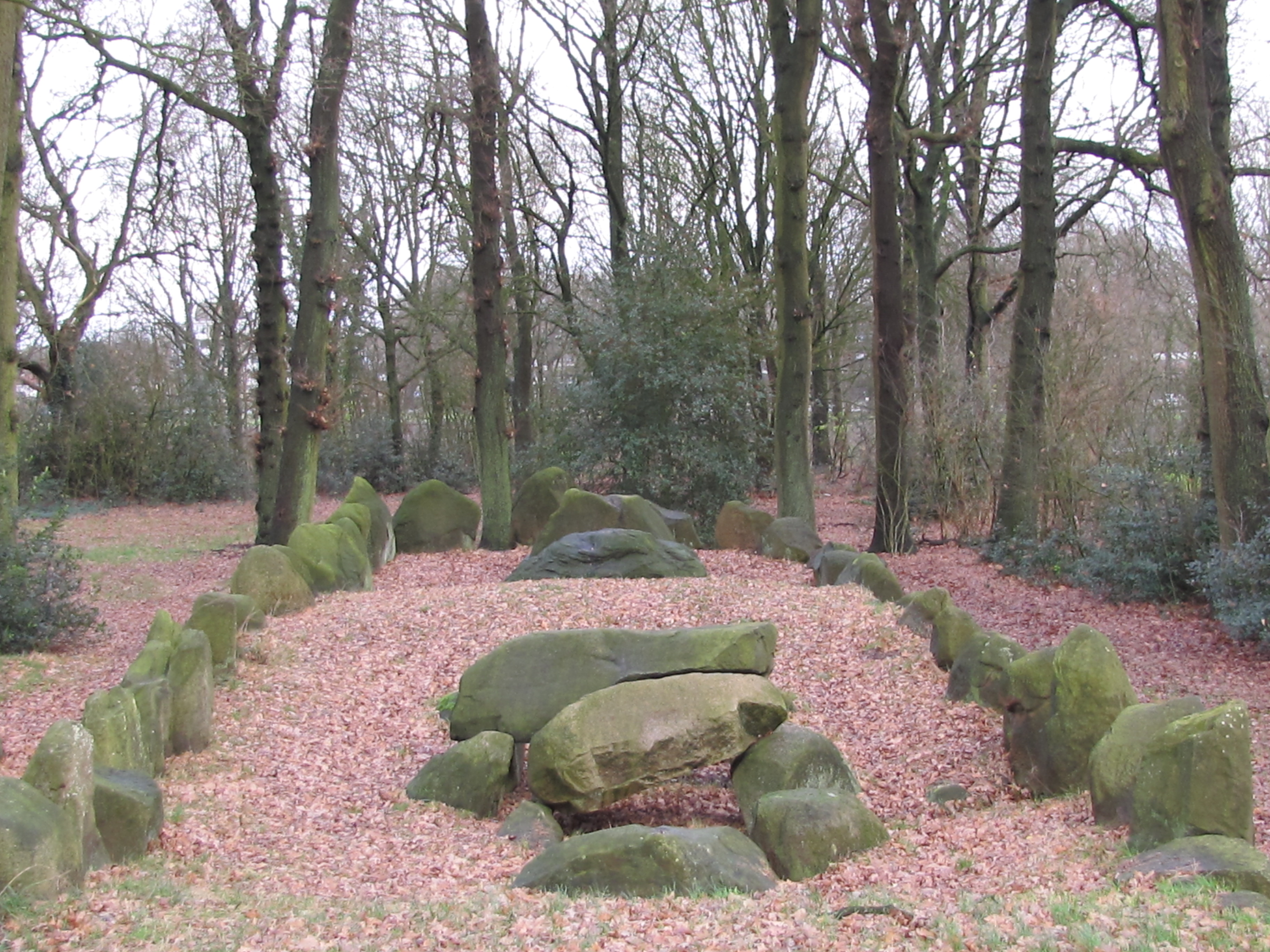
Het langgraf bij Emmen
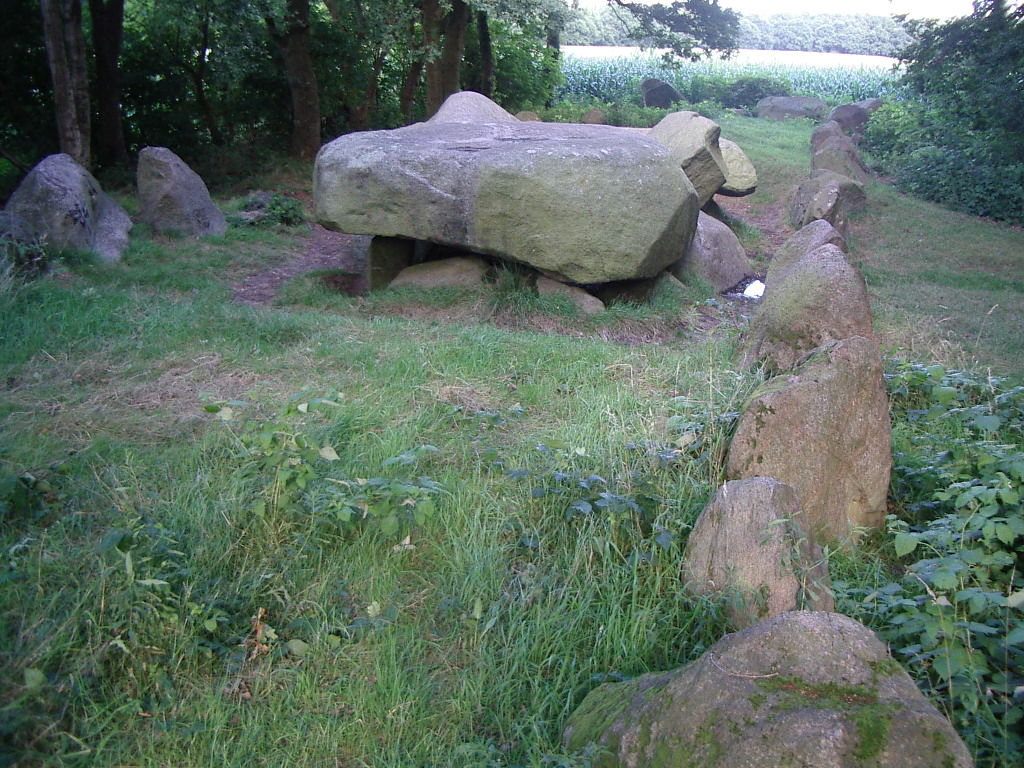
Langgraf das Bülzenbett bij Sievern in Duitsland, de separate grafkamer is goed te zien